# Fynn Fischer
Fynn Ekki Fischer (* 20. Juli 1999) ist ein deutscher Basketballspieler.

## Laufbahn
Fischer spielte für den MTSV Schwabing in der Regionalliga und zusätzlich im Jugendbereich für die Mannschaft von Team München Nord beziehungsweise der Internationalen Basketballakademie München, zunächst in der Jugend-Basketball-Bundesliga, später in der Nachwuchs-Basketball-Bundesliga. 2017 wurde er mit den Münchenern deutscher U19-Vizemeister. In seinem letzten Spieljahr in Schwabing (2017/18) verbuchte Fischer Mittelwerte von 12,5 Punkten sowie sieben Rebounds je Begegnung.
Im Juni 2018 wurde Fischer vom Bundesligisten S.Oliver Würzburg unter Vertrag genommen und mit einer „Doppellizenz“ für die TG Würzburg (2. Bundesliga ProB) ausgestattet. Im Sommer 2020 wechselte Fischer zum Zweitligisten Nürnberg und 2021 zum Drittligisten TSV Oberhaching-Deisenhofen.

### Nationalmannschaft
2017 nahm Fischer mit der deutschen U18-Nationalmannschaft an der Europameisterschaft in der Slowakei teil. 2019 wurde er in die U20-Nationalmannschaft berufen.